# Jessie Lipscomb
Jessie Lipscomb, más tarde Jessie Elborne, (Grantham, 13 de junio de 1861 - 12 de enero de 1952) fue una escultora británica especializada en la figura humana. Trabajó en París en un taller de estudio compartido a fines del siglo XIX con la escultora francesa Camille Claudel y dos exalumnos del Royal College of Art: Amy Singer y Emily Fawcett.

## Biografía
Lipscomb nació en Grantham, Lincolnshire, Inglaterra en 1861, hija única de Harriet Arnold, una camarera, y de Sidney Lipscomb, un agente minero. En 1875, la familia se mudó a Peterborough. Asistió al Royal College of Art, que en ese momento se llamaba National Art Training School en South Kensington. Ganó dos premios de la escuela: el Queen's Prize en 1882 y una medalla de plata nacional en 1883.
Lipscomb visitó París con el fin de continuar su educación. Sus instructores, Alphonse Legros y Edouard Lanteri, animaron a Lipscomb a continuar sus estudios en París, donde la educación era más equitativa para las estudiantes de sexo femenino. Dos graduados anteriores de la Escuela Nacional de Formación de Arte, Amy Singer y Emily Fawcett, ya vivían en París y compartían un estudio con la joven escultora francesa Camille Claudel. En enero de 1884, la madre de Claudel, Louise, escribió a Lipscomb y confirmó que lo habían arreglado para que pudiera alojarse con la familia Claudel por 200 francos al mes.
En 1885, Lipscomb y Claudel fueron las primeras mujeres en unirse al taller hasta entonces exclusivamente masculino de Auguste Rodin para esculpir partes de una importante obra que le habían encargado: Los burgueses de Calais. Lipscomb era una modeladora con mucho talento, sobresaliendo en esculpir cortinas. 
Lipscomb y Claudel pasaron el verano de 1886, de mayo a septiembre, en Peterborough con la familia de Jessie. En este momento Jessie estaba exponiendo un busto de terracota Day Dreams (1886) en la Royal Academy y en Nottingham. Cartas de Rodin, dirigidas a Lipscomb, indican que Rodin estuvo persiguiendo a Claudel durante este tiempo, a pesar de que de hecho tenía una esposa. Después del verano en Inglaterra, ambas mujeres regresaron a París y continuaron trabajando con Rodin durante un tiempo antes de que sus caminos divergieran.
La amistad entre Lipscomb y Claudel se deterioró y esta última afirmó no querer volver a ver a Lipscomb nunca más. Sin embargo, Lipscomb visitó a Claudel en 1929, donde Claudel fue confinada en el Asilo de Montdevergues. La fotografía tomada durante esta visita por el marido de Lipscomb se considera una de las últimas imágenes conocidas de Claudel.
Lipscomb se casó con William Elborne el 26 de diciembre de 1887 y se establecieron en Mánchester. La pareja tuvo cuatro hijos juntos y murieron con ocho días de diferencia en 1952.

## Escultura

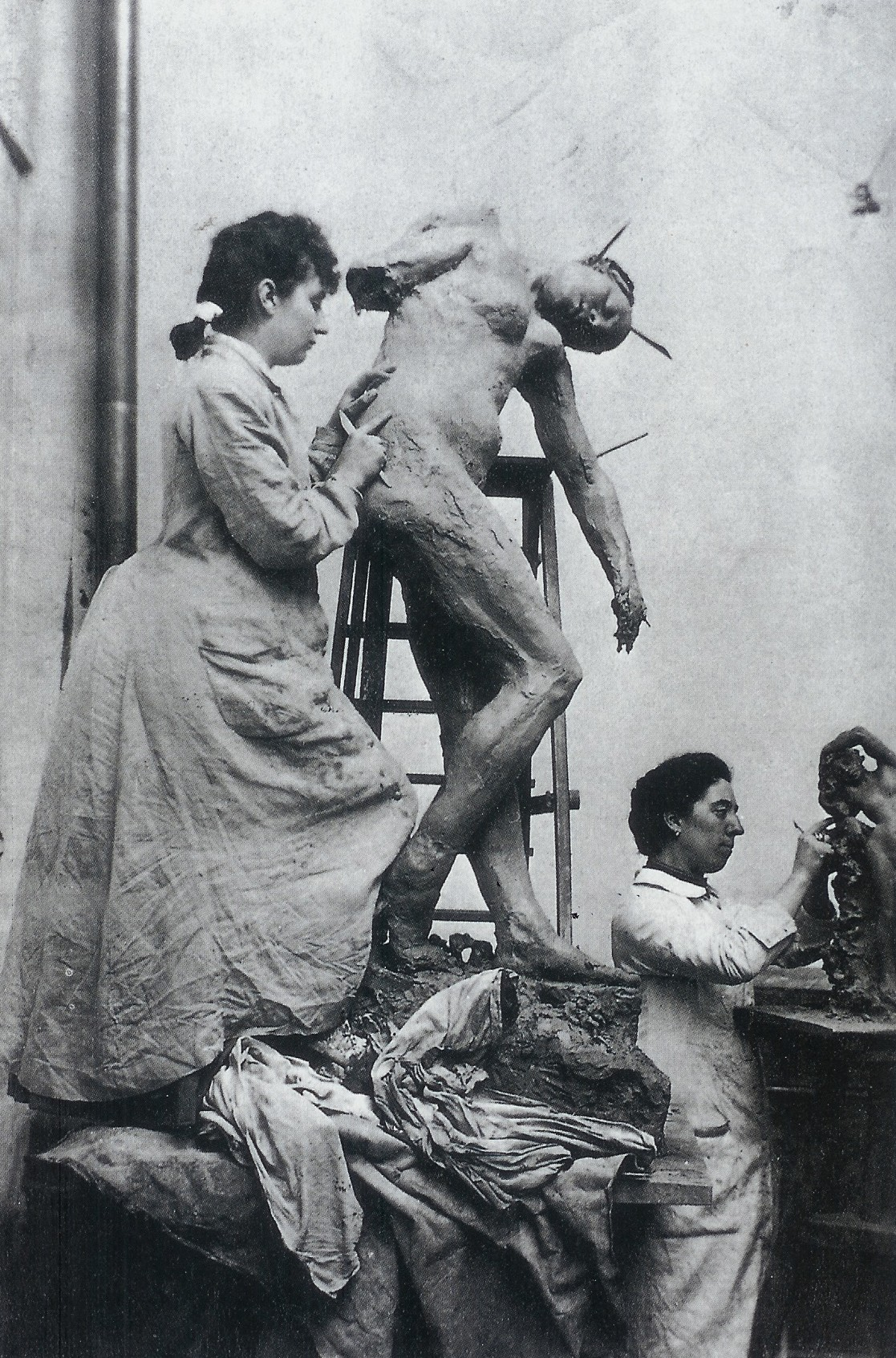
Jessie Lipscomb (derecha) y Camille Claudel modelando esculturas en París, 1887

Desde 1885 hasta 1887, Lipscomb exponía su obra anualmente en exposiciones tanto en la Royal Academy of Arts como en el Nottingham Castle Museum. Expuso una pieza de terracota titulada Sans Souci, un retrato en yeso de Camille Claudel y un busto de la modelo italiana Giganti en 1887.

## En la cultura popular
La novela Paris Kiss de 2015 de Maggie Ritchie se centra en la relación entre Jessie Lipscomb y Camille Claudel, y ofrece una versión que dista mucho de la realidad sobre la aventura de Claudel y Rodin.